# جنجال آغاز بارداری

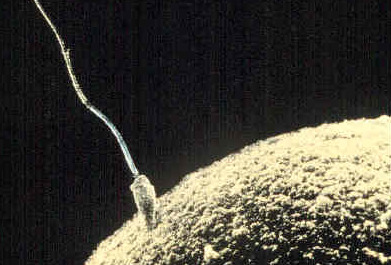
The viewpoint that pregnancy, or at least morally significant human life, begins at the exact moment that sperm and egg interact is highly controversial, though it is commonly held by groups such as the Roman Catholic Church and many traditionally religious individuals, and other alternate viewpoints are put forth.

مباحثاتی دربارهٔ آغاز بارداری در زمینه‌های مختلف رخ می‌دهد. به‌طور خاص این بحث در مورد سقط جنین در ایالات متحده آمریکا بوده‌است. به دلیل آنکه سقط جنین به صورت پایان دادن به حاملگی تثبیت شده تعریف شده‌است و نه تخریب تخمک‌های بارورشده بسته به زمان آغاز بارداری ممکن است برخی از روش‌های پیشگیری از بارداری به عنوان سقط جنین تلقی شوند.
این بحث از آنجایی که دانش مربوط به تولید مثل و رشد انسان بسیار صیقل خورده‌است دردرجه اول یک مسئله علمی به حساب نمی‌آید به دلایل دیگری به‌طور زبانی به عنوان پرسش و موضوع مباحثه باقی مانده‌است. این مسئله گستره وسیع تری را از نظر اجتماعی، قانونی، پزشکی، مذهبی، فلسفی و تأثیرات سیاسی را در بر می‌گیرد. به دلیل آنکه برخی از اشخاص مانند جامعهٔ زنان نگران برای آمریکا آغاز بارداری را برابر با آغاز زندگی یک انسان می‌گیرند.بسیاری از این استدلال‌ها وابسته به جنبش‌های ضد سقط جنین است. بر مبنای این تفکر اگر بارداری آغاز نشده باشد پیشگیری از این روند سقط جنین به حساب نمی‌آید بنابراین هیچ‌یک از موارد اخلاقی مربوط به سقط جنین را نیز شامل نمی‌شود اما اگر بارداری باشد متوقف کردن آن یک عمل غیراخلاقی است.